# اندرو چوی
اندرو چوی (زادهٔ ۲۴ دسامبر ۱۹۸۰) با نام کره‌ای چوی سونگ هیون (کره‌ای: 최승주)، خواننده و آهنگساز اهل کره جنوبی زیر نظر اس‌ام انترتینمنت است. او در فصل دوم برنامهٔ رقابتی خوانندگی شبکهٔ اس‌بی‌اس، کی-پاپ استار به جایگاه سوم رسید. او نخستین آلبوم استودیویی خود را به نام عشق کافی بود در ۲۷ مه ۲۰۱۳ منتشر کرد. چوی همچنین صداپیشهٔ آواز شخصیت جینو در فیلم پویانمایی شکارچیان شیاطین کی‌پاپ محصول سال ۲۰۲۵ نتفلیکس بوده است.

## زندگی اولیه
چوی سونگ هیون در ۲۵ دسامبر ۱۹۸۰ در بوسان، کره جنوبی به دنیا آمد اما در ایالات متحده آمریکا بزرگ شد.

## ترانه‌شناسی

### آلبوم چندآهنگه
| سال          | جزئیات | بالاترین جایگاه جدول | فروش‌ها             |
| سال          | جزئیات | KOR                  | فروش‌ها             |
| ------------ | --- | -------------------- | ------------------ |
| عشق کافی بود | - انتشار: ۲۷ مه ۲۰۱۳ - ناشر: سونی میوزیک - فرمت: سی‌دی، دانلود دیجیتال، استریم فهرست قطعات 1. «느금마» 2. «Basketball team» 3. «멀리 있더라도 (Sending You My Love)» 4. «Not Over Us» 5. «If It Wasn't For You» | ۱۱                   | - کره جنوبی: ۱٬۱۴۵ |

### تک‌آهنگ‌ها
| «عشق کافی بود»                                                          | ۲۰۱۳ | ۵۹ | عشق کافی بود      |
| «زیر پوست من» (Under My Skin)                                           | ۲۰۲۵ | —  | تک‌آهنگ بدون آلبوم |
| «—» مواردی را نشان می‌دهد که در آن کشور منتشر نشده یا به جدول نرسیده‌اند. |      |    |                   |

### تک‌آهنگ‌های تبلیغاتی
| عنوان                   | سال  | آلبوم             |
| ----------------------- | ---- | ----------------- |
| «행복을 크게 넓게 길게» | ۲۰۱۳ | تک‌آهنگ بدون آلبوم |

### موسیقی متن
| عنوان                                                                                 | سال  | بالاترین جایگاه جدول | بالاترین جایگاه جدول | بالاترین جایگاه جدول | بالاترین جایگاه جدول | بالاترین جایگاه جدول | بالاترین جایگاه جدول | بالاترین جایگاه جدول | آلبوم                        |
| عنوان                                                                                 | سال  | CAN                  | MLY                  | NZ Hot               | SGP                  | UK Sales             | US                   | WW                   | آلبوم                        |
| ------------------------------------------------------------------------------------- | ---- | -------------------- | -------------------- | -------------------- | -------------------- | -------------------- | -------------------- | -------------------- | ---------------------------- |
| «سودا پاپ» (Soda Pop) (همراه نِک‌ویو، دنی چونگ، کوین وو و ساموئل لی به عنوان ساجا بویز) | ۲۰۲۵ | ۹۴                   | ۱۹                   | —                    | ۲۳                   | ۹۲                   | ۷۷                   | ۱۱۹                  | اواس‌تی شکارچیان شیاطین کی‌پاپ |
| «آزاد» (Free) (به عنوان جینو، همراه ئی‌جِی به عنوان رومی)                               | ۲۰۲۵ | —                    | ۱۸                   | ۷                    | ۲۴                   | ۸۴                   | —                    | ۱۵۵                  | اواس‌تی شکارچیان شیاطین کی‌پاپ |
| «آیدل تو» (Your Idol) (همراه نِک‌ویو، دنی چونگ، کوین وو و ساموئل لی به عنوان ساجا بویز) | ۲۰۲۵ | ۷۲                   | ۱۶                   | ۶                    | ۲۰                   | ۷۲                   | —                    | ۷۳                   | اواس‌تی شکارچیان شیاطین کی‌پاپ |
| «—» مواردی را نشان می‌دهد که در آن کشور منتشر نشده یا به جدول نرسیده‌اند.               |      |                      |                      |                      |                      |                      |                      |                      |                              |

## فیلم‌شناسی

### فیلم
| سال  | عنوان                 | نقش                 |
| ---- | --------------------- | ------------------- |
| ۲۰۲۵ | شکارچیان شیاطین کی‌پاپ | جینو (صداپیشهٔ آواز) |